# One Two Flic
One, Two, Flic ou Flic Floc est un téléfilm de Patrick Le Gall, réalisé en 1987. 
Il raconte les mésaventures de Jimmy Beauregret, jeune adolescent d'une cité de banlieue, où son père exerce la profession d'agent de police, ce qui ne manque de lui causer bien des ennuis avec son entourage. 
Prenant le contre pied des films de banlieue, il se présente comme une comédie musicale qui évoque le monde intérieur et les rêves des divers personnages, faisant progresser l'action jusqu'à un happy end provisoire.
Les principaux interprètes sont Roger Mirmont (le père), Charlotte Kady (la shampouineuse) et Yann Debray (Jimmy). Alain Demouzon en est le coscénariste et le parolier. La musique est de Jack Arel.